# Lodewijk II van Vendôme
Lodewijk II van Vendôme de Bourbon (Parijs, oktober 1612 – Aix-en-Provence, 12 juli 1669) was hertog van Vendôme, Mercœur en Étampes en graaf van Penthièvre. Lodewijk II was een kleinzoon van koning Hendrik IV van Frankrijk uit zijn onwettige relatie met Gabrielle d'Estrées.

## Biografie
Lodewijk II werd geboren als de oudste zoon van Caesar van Vendôme en Francisca van Lotharingen. Lodewijk II van Vendôme koos voor een militaire carrière. Zo nam hij in 1640 deel aan het Beleg van Atrecht. In datzelfde jaar werd hij benoemd tot gouverneur van de Provence. Negen jaar later werd hij beleend met de titel hertog van Mercœur. Toen zijn vrouw in 1657 stierf, besloot hij een ongehuwd leven te leiden. Na de dood van zijn vader in 1665 erfde hij diens titels en werd hij onder andere hertog van Vendôme. In 1667 werd hij door paus Alexander VII verheven tot kardinaal. Hij liet voor zijn maîtresse Lucrece de Forbin-Sollies in Aix-en-Provence het lusthof Pavillion Vendôme bouwen. Twee jaar later overleed hij en gingen zijn titels over naar zijn oudste zoon.

## Huwelijk en kinderen
Op 4 februari 1651 trouwde Lodewijk II van Vendôme met Laura Mancini, een nicht van kardinaal Mazarin. Zij kregen de volgende kinderen:
- Lodewijk Jozef (1654-1712), hertog van Vendôme en maarschalk van Frankrijk.
- Filips (1655-1727), hertog van Vendôme.
- Jules César (1657-1660)